# Igaz történet
Az Igaz történet (eredeti cím: True Story) 2015-ös amerikai bűnügyi filmthriller, amelyet Rupert Goold és David Kajganich forgatókönyvéből Goold rendezett. A főbb szerepekben Jonah Hill, James Franco, Felicity Jones, Gretchen Mol, Betty Gilpin és John Sharian látható.
A filmet a 2015-ös Sundance Filmfesztiválon mutatták be, és 2015. április 17-én került a mozikba az Amerikai Egyesült Államokban.

## Cselekmény
Miután Christian Longo feleségét és három gyermekét meggyilkolva találják, Mexikóban letartóztatják. Azt állítja, a The New York Times újságírója, a neve pedig Michael Finkel.
A valódi Michael Finkel mostanra elvesztette állását a New York Times-nál a silány újságírói munka miatt, és sikertelenül jelentkezik más médiáknál Montana távoli vidékén. Felkeresi egy újságíró, és Longo nyilatkozatáról faggatja. Finkel, aki korábban soha nem hallott a gyilkossági ügyről, meglátogatja Longót a börtönben. Ott Longo elmondja neki, évek óta figyeli őt, és lenyűgözi az írói stílusa és a cikkei. El akarja neki mesélni az egész történetét, ha Finkel cserébe megtanítja neki az újságírói íráskészséget. Finkel több hónapig látogatja Longót a börtönben, és rengeteg levelet kap tőle, köztük egy 80 oldalas listát, amely Longo összes hibáját felsorolja, amit életében elkövetett. Idővel Finkel egyre több hasonlóságot kezd felismerni maga és Longo között. Amikor az ügy tárgyalásra kerül, Finkel elbizonytalanodik, hogy Longo valóban bűnös-e. Longo közli, hogy nem fogja bűnösnek vallani magát, és hogy nem ő ölte meg a családját.
A tárgyaláson Longo bűnösnek vallja magát felesége és egyik lánya meggyilkolásában, de a másik két gyilkosságban ártatlannak vallja magát. Ezután elmagyarázza Finkelnek, ezt azért kellett megtennie, mert meg akarta védeni azokat az embereket, akiket nem nevez meg. A tárgyaláson Longo elmondja a saját verzióját az eseményekről. Azt állítja, a feleségével folytatott heves vita után hazament, és az egyik lányát eszméletlenül találta; a másik kettő eltűnt. Amikor kérdőre vonta feleségét, az azt mondta, ő tette a gyerekeket a vízbe. Dühében ezután megfojtotta feleségét, eszméletlen lányát pedig megölte.
Amíg az esküdtszék tanácskozik, Finkel feleségét, Jill Longót meglátogatja. A nő nárcisztikus gyilkosnak írja le a férfit, aki soha nem tud szabadulni attól, ami valójában. A bíróság végül minden vádpontban bűnösnek találja Longót, és halálra ítéli. Az ítélethirdetés során Longo Finkelre kacsint. Finkel megrendülve döbben rá, hogy Longo mindvégig hazudott neki és eszközként használta fel. Longo különösen Finkel képletes nyelvezetét, sőt néha egész megfogalmazásokat is átvett, hogy az esküdtszék szemében hitelesebbnek tűnjön. Finkel meglátogatja Longót a halálsoron, és közli vele, hogy figyelmeztetni fogja a fellebbviteli bíróságot Longo manipulatív jellemére és nagyotmondásaira. Longo gratulál neki a találkozásaikról szóló könyvének sikeréhez, ami láthatóan megrázza Finkelt.
Nem sokkal később Finkel egy szerzői felolvasáson felolvassa Igaz történet című könyvének egy fejezetét. Elképzeli, ahogy látja Longót a teremben, és Longo azt mondja neki, hogy mivel ő elvesztette a szabadságát, Finkel is elvesztett valamit.
A film végi stáblista elmagyarázza, hogy Finkel az élményei után már nem dolgozott a New York Timesnak. Az újság azonban közölte Longo több művét, amelyeket a halálsoron töltött idő alatt írt.

## Szereplők
| Szerep                | Színész            | Magyar hang    |
| --------------------- | ------------------ | -------------- |
| Michael Finkel        | Jonah Hill         | Hevér Gábor    |
| Christian Longo       | James Franco       | Varga Gábor    |
| Jill Barker           | Felicity Jones     | Kelemen Kata   |
| Greg Ganley           | Robert John Burke  | Jakab Csaba    |
| Zachary Longo         | Connor Kikot       | Solymosi Máté  |
| Karen Hannen          | Gretchen Mol       | Bozó Andrea    |
| Cheryl Frank          | Betty Gilpin       | Solecki Janka  |
| Lincoln megyei seriff | John Sharian       |                |
| Jeffrey Gregg         | Robert Stanton     | Kerekes József |
| Mary Jane Longo       | Maria Dizzia       |                |
| Tina Alvis            | Genevieve Angelson | Eke Angéla     |
| Joy Longo             | Dana Eskelson      |                |
| Pat Frato             | Ethan Suplee       | Zöld Csaba     |
| Dan Pegg              | Joel Garland       | Ficzere Béla   |
| Ellen Parks           | Rebecca Henderson  |                |
| Sadie Longo           | Charlotte Driscoll |                |
| Maureen Duffy         | Maryann Plunkett   |                |
| Marcus Lickermann     | David Pittu        | Rosta Sándor   |

### Magyar változat
- Főcím: Bozai József
- Magyar szöveg: Zalatnay Márta
- Hangmérnök: Tóth Péter ÁkosrKözépen Péter
- Vágó: Sári-Szemerédi Gabriella
- Gyártásvezető: Kincses Tamás
- Szinkronrendező: Nikodém Zsigmond

A szinkront a Mafilm Audio Kft. készítette el.

## A film készítése
A forgatás 2013 márciusában kezdődött Warwickban és New Yorkban. Brad Pitt volt a producer néhány más producerrel együtt, és a Fox Searchlight Pictures forgalmazta a filmet.
Marco Beltramit 2014. július 18-án szerződtették a film zenéjének megírására.

## Bemutató
A film eredetileg 2015. április 10-én került volna korlátozott számú mozikba. Ezt a megjelenési dátumot egy héttel elhalasztották a nagyközönség számára.

### Díjak és jelölések
| Díj                | Kategória                         | Átvevő(k)      | Eredmény | Forr.  |
| ------------------ | --------------------------------- | -------------- | -------- | ------ |
| Teen Choice Awards | Kiválasztott filmszínész: Dráma   | James Franco   | Jelölve  | [ 10 ] |
| Teen Choice Awards | Kiválasztott filmszínész: Dráma   | Jonah Hill     | Jelölve  | [ 10 ] |
| Teen Choice Awards | Kiválasztott filmszínésznő: Dráma | Felicity Jones | Jelölve  | [ 10 ] |